# کوه فورد
کوه فورد (به انگلیسی: Mount Forde) یک کوه در ایالات متحده آمریکا است که در Hoonah-Angoon واقع شده‌است. کوه فورد ۲٬۰۹۷٫۹۶ متر بالاتر از سطح دریا واقع شده‌است.